# Aldo Bocchese
Aldo Bocchese (Milano, 23 dicembre 1894 – Firenze, 19 marzo 1976) è stato un militare e aviatore italiano, pluridecorato asso dell'aviazione da caccia durante la prima guerra mondiale, è accreditato di 6 abbattimenti.

## Biografia
Nacque a Milano il 23 dicembre 1894, e con l'entrata in guerra del Regno d'Italia, il 24 maggio 1915, fu arruolato nel Regio Esercito. Assegnato al 49º Reggimento di fanteria, con la promozione al grado di sergente fece domanda di trasferimento al Corpo Aeronautico Militare. Iniziò l'addestramento presso il campo d'aviazione di Cascina Costa il 7 marzo 1917, conseguendo il brevetto di pilota il 29 agosto dello stesso anno. Conseguì l'abilitazione al pilotaggio di quattro tipi di aerei, tra cui il biposto SAML S.1 e i caccia Nieuport,  e completò l'addestramento al tiro presso l'aeroporto di Furbara il 7 dicembre 1917. Dopo aver conseguito il brevetto di pilota militare, il 20 gennaio 1918. entrò in servizio presso la 70ª Squadriglia Caccia. di stanza a Gazzo, con la quale avrebbe effettuato 119 missioni di combattimento.
Il 17 aprile fu accreditato, insieme a Leopoldo Eleuteri, Flaminio Avet. e Alessandro Resch, dell'abbattimento di due biposto e due caccia. nel cielo di Valdobbiadene. Tre degli abbattimenti  vennero accreditati a lui, e uno a Eleuteri. Avet e Eleuteri parteciparono anche alle altre sue due vittorie, avvenute 15 luglio e il 28 ottobre 1918. 
Nel 1919 la Commissione Bongiovanni, incaricata di esaminare le vittorie aeree reclamate dai piloti italiani durante il conflitto, gli assegnò ufficialmente tutte le sei vittorie reclamate. Congedatosi nel corso di quell'anno con il grado di sergente maggiore, risultava decorato di due Medaglie di bronzo al valor militare.
Nel 1963 si trasferì da Milano a Signa, nelle vicinanze di Firenze, e fu proprio in questa città che si spense il 19 marzo 1976.

### Annotazioni
1. ↑  Durante la guerra pilotò anche i caccia Nieuport Ni.17, Hanriot HD.1 e SPAD S.VII.
2. ↑  Si trattava di un Hansa-Brandenburg C.I (matricola 169-35) appartenente alla Flik 52/D, e due Albatros D.III appartenenti alla Flik 42J.
3. ↑  In questo giorno abbatté due aerei, di cui uno era un caccia Albatros D.III (matricola 38-63) appartenente alla Flik 74J.
4. ↑  Si trattava di un Albatros D.I appartenente alla Flik 70/K.

### Fonti
1. 1 2 3 4 5 6  Franks, Guest, Alegy 1997, pp. 134-135.
2. 1 2 3 4 5 6 7 8  Varriale 2009, p. 26.
3. 1 2 3 4  Guttman 2001, p. 68.
4. ↑  Franks, Guest, Alegy 1997, p. 116.